# Andy Miller
Pas d'image ? Cliquez ici

a Compétitions nationales et continentales officielles uniquement.

b Matchs officiels uniquement.
Dernière mise à jour le 3 octobre 2022.
Andrew Kevin Miller, né le 1er avril 1982 à Galashiels (Écosse), est un joueur écossais de rugby à XV jouant au poste de troisième ligne aile.

## Biographie
Après avoir joué pour le Gala RFC et les Border Reivers, Andy Miller joue en Angleterre avec les Exeter Chiefs, où il termine sa carrière en 2011.
Il a connu sa première cape avec l'Écosse A le 7 juin 2006 à l’occasion d’un match contre l'équipe du Canada.